# Eleocharis montana
Eleocharis montana är en halvgräsart som först beskrevs av Carl Sigismund Kunth, och fick sitt nu gällande namn av Johann Jakob Roemer och Schult.. Eleocharis montana ingår i släktet småsäv, och familjen halvgräs. Inga underarter finns listade i Catalogue of Life.